# Skymark Airlines
Skymark Airlines Inc. (スカイマーク株式会社 Sukaimāku Kabushiki-gaisha) TYO: 9204  là một hãng hàng không giá rẻ có trụ sở tại sân bay Haneda ở Ōta, Tokyo, Nhật Bản, điều hành các dịch vụ hành khách theo lịch trình trong Nhật Bản. Ngoài căn cứ tại Haneda, Skymark là hãng vận tải thống trị tại sân bay Kobe và là hãng hàng không nội địa duy nhất hoạt động tại sân bay Ibaraki phía bắc Tokyo.
Skymark là hãng hàng không giá rẻ đầu tiên được thành lập tại Nhật Bản và là hãng duy nhất cung cấp các chuyến bay nội địa tại Sân bay Haneda cạnh tranh với sự độc quyền của All Nippon Airways và Japan Airlines. Doanh nhân Internet Shinichi Nishikubo đã kiểm soát công ty từ năm 2003 đến 2015, khi hãng vận chuyển nộp đơn xin bảo hộ phá sản sau khi thử mở rộng đội tàu và dịch vụ. Đây vẫn là hãng hàng không độc lập lớn nhất tại Nhật Bản và là hãng hàng không giá rẻ độc lập duy nhất, vì các hãng hàng không giá rẻ khác ở Nhật Bản được kiểm soát bởi ANA hoặc JAL. Vào tháng 8 năm 2015, các chủ nợ của Skymark đã đồng ý tái cấu trúc hãng hàng không dưới sự kiểm soát của quỹ đầu tư tư nhân Nhật Bản Integral Corporation (50,1%), với các khoản đầu tư thiểu số từ All Nippon Airways (16,5%), Sumitomo Mitsui Bank Corporation và Ngân hàng Phát triển Nhật Bản (33,4 %).

## Lịch sử

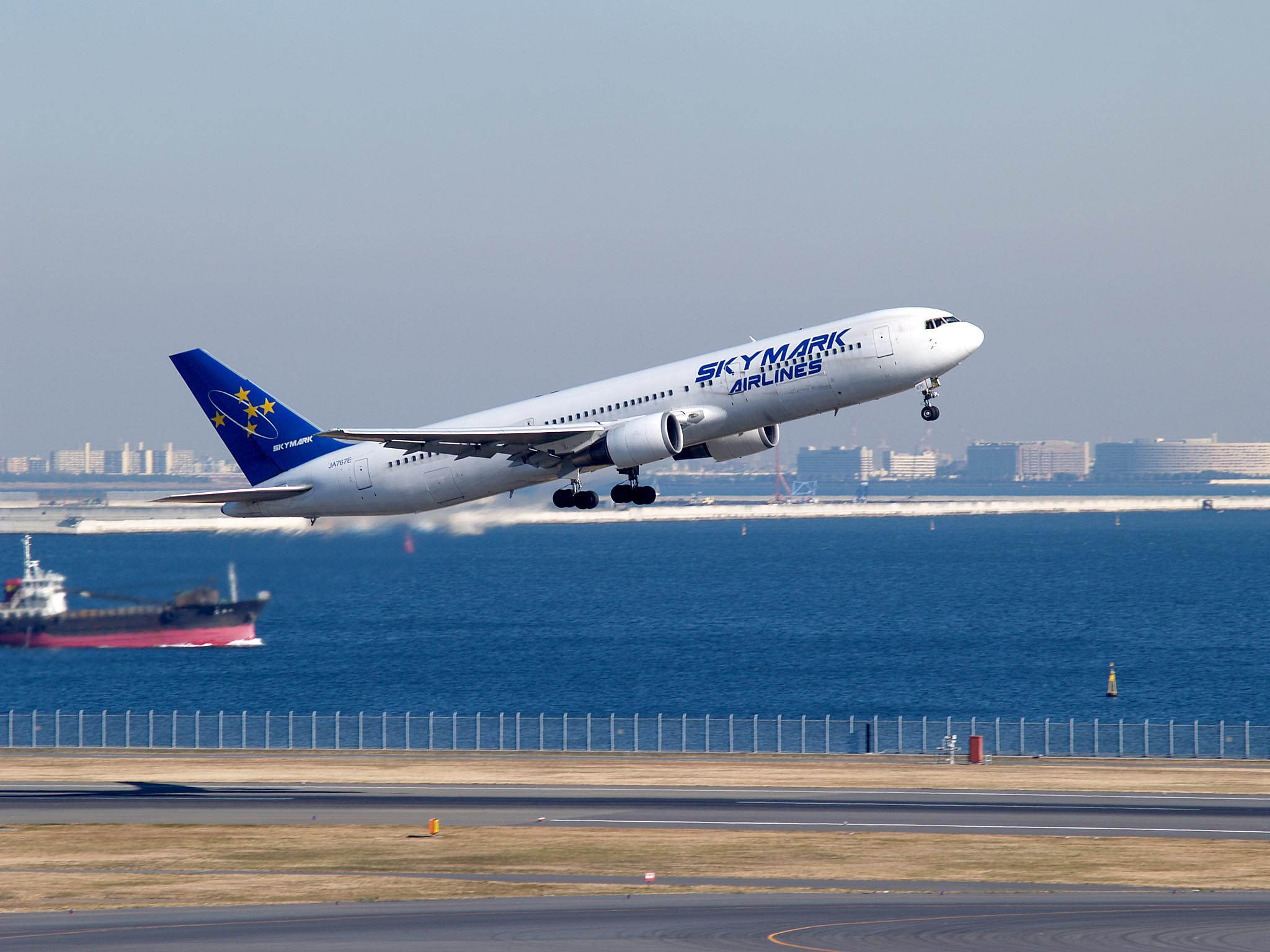
Một chiếc Boeing 767 của Skymark ở sân bay Haneda, 2005

Skymark Airlines được thành lập vào tháng 11 năm 1996 với tư cách là một hãng hàng không nội địa độc lập sau khi bãi bỏ quy định của ngành hàng không Nhật Bản và bắt đầu hoạt động vào ngày 19 tháng 9 năm 1998. Nó ban đầu được sở hữu bởi một tập đoàn các nhà đầu tư do công ty du lịch NGA đứng đầu và đứng đầu là chủ tịch của H H Saw Sawada; một nhà đầu tư lớn đầu tiên khác là công ty cho thuê Orix. Kế hoạch kinh doanh ban đầu của nó kêu gọi nó có trụ sở tại Sân bay Itami ở Osaka. Takashi Ide, cựu giám đốc điều hành của British Airways tại Nhật Bản, được thuê làm CEO của công ty vào năm 1998.
Skymark đã có thể có được sáu vị trí tại Sân bay Haneda ở Tokyo vào tháng 3 năm 1997 và chuyển trụ sở chính đến quận Hamamatsucho của Tokyo vào tháng 3 năm 1998. Chuyến bay theo lịch trình đầu tiên của hãng từ Haneda đến Fukuoka là vào ngày 19 tháng 9 năm 1998; họ đã thêm các tuyến từ Itami đến Fukuoka và Sapporo vào năm 1999, nhưng đã đình chỉ các tuyến này vào năm 2000 để cung cấp nhiều chuyến bay hơn trên tuyến Haneda-Fukuoka.
Năm 2002, Skymark đã nhận một máy bay Boeing 767 thứ ba và bắt đầu dịch vụ trên tuyến Haneda-Kagoshima, cũng như dịch vụ thuê tàu từ Haneda đến Seoul. Năm 2003, với chiếc 767 thứ tư được thuê khô từ All Nippon Airways, hãng đã bắt đầu dịch vụ cho Aomori và Tokushima.